# تور-آرن موئن
تور-آرن موئن (به انگلیسی: Tor-Arne Moen) (زاده ۱۳ مه ۱۹۶۶) نقاش و نویسنده نروژی است. او در نوتودن با آتلیه در هیدروپارکن زندگی می‌کند. عضو هنرمندان تجسمی نروژی، اتحادیه نویسندگان نروژ و طراحان گرافیک نروژی است.
موئن در سال ۱۹۹۴ در نمایشگاه Høstutstillingen آغاز به کار کرد. وی طراح جلدهای جدید را برای انتشار مجدد کامل آثار کنوت هامسون از سال ۱۹۹۲ تا ۱۹۹۴ بوده‌است. این نقاشی‌ها در گالری ترانی در هماری منتشر شده‌است.
در سال ۱۹۹۸ او مجموعه ای از داستان‌های کوتاه را با نام پاییز در باغ پروانه‌ها منتشر کرد و در سال ۲۰۰۸ نیز رمان قزل آلا را تألیف نمود.

## نگارخانه

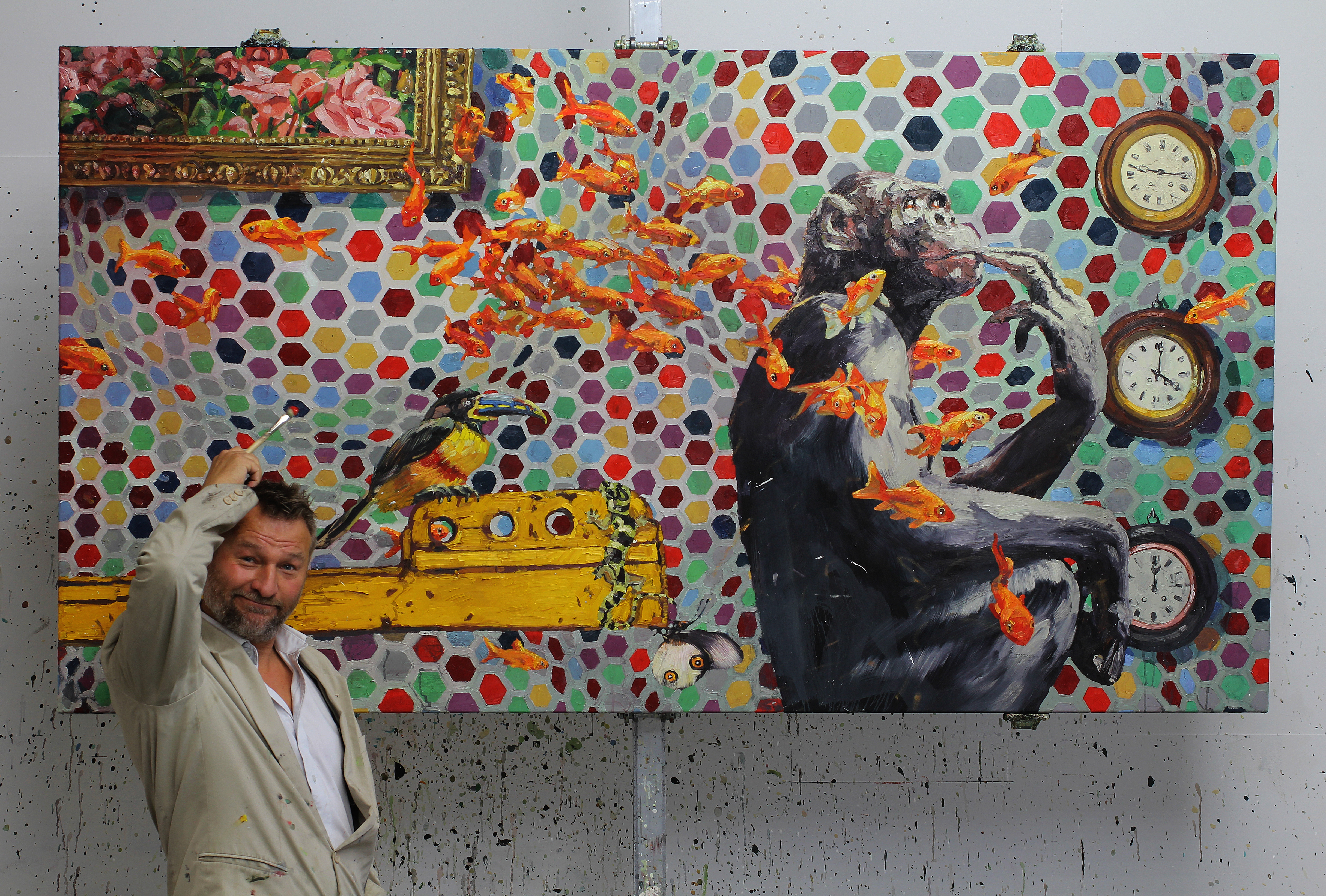
"زمان آفریقا"
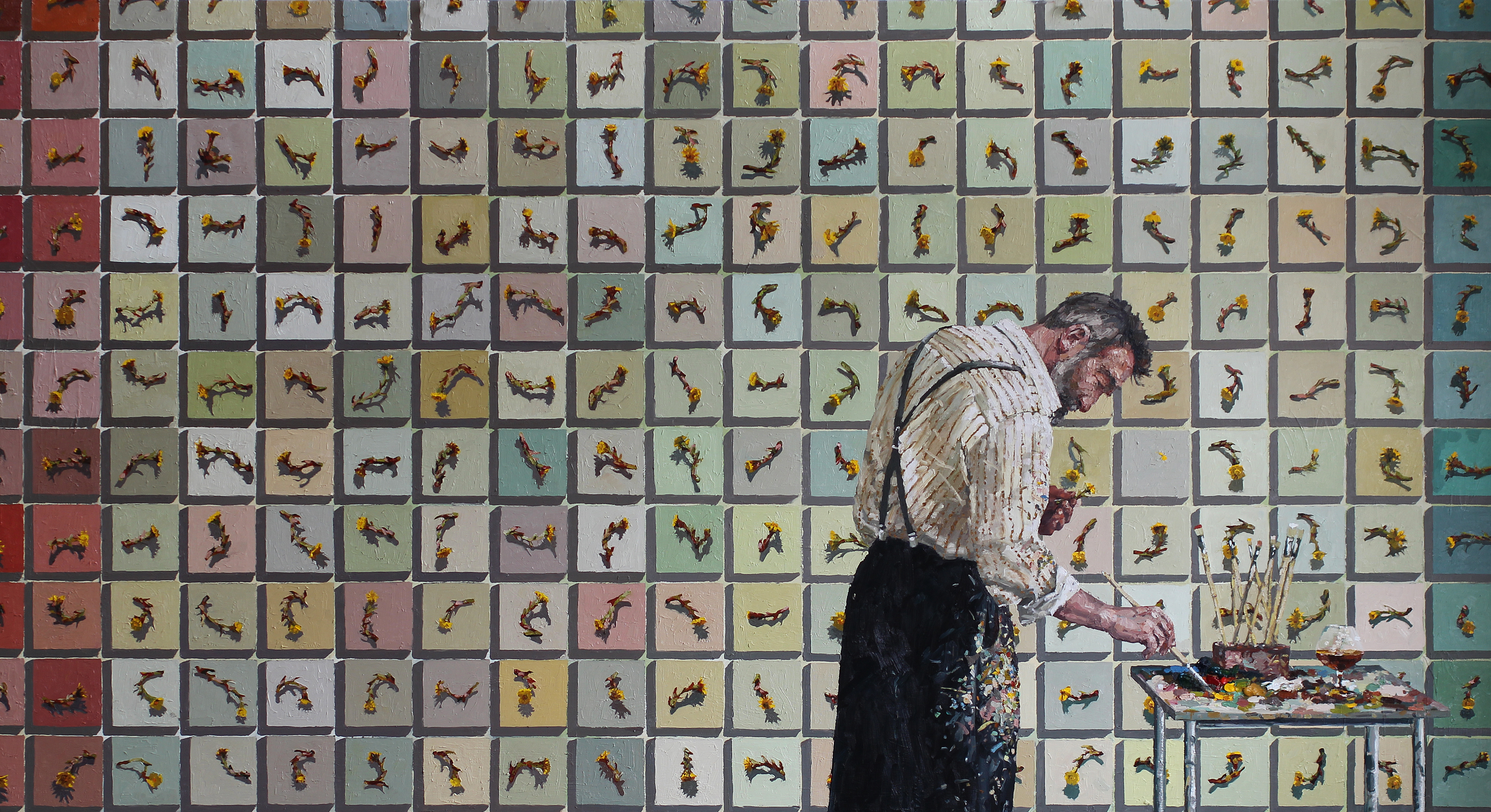
"بهار اینجاست ، من می‌شنوم"